# Сенченко, Вячеслав Владимирович
Вячесла́в Влади́мирович Се́нченко (укр. В’ячеслав Володимирович Сенченко; 12 апреля 1977 года, Кременчуг, УССР) — украинский тренер по боксу и бывший боксёр-профессионал, выступавший в полусредней весовой категории. Чемпион мира по версии WBA (2009—2012). Выступал под эгидой промоутерской организации Union Boxing Promotion.

## Любительская карьера
Член украинской сборной по боксу на Олимпийских играх 2000 года. Проиграл в отборочном туре египтянину, Салеху Абделбари Максоду.

## Профессиональная карьера
Сенченко дебютировал на профессиональном ринге в июне 2002 года. Почти все свои поединки провёл в Украине. В четвёртом бою завоевал титул чемпиона славянских стран по версии WBC, в полусреднем весе. 8 апреля 2004 года в Донецке завоевал титул интерконтинентального чемпиона мира по версии IBF. В декабре 2006 года завоевал титул чемпиона Европы по версии EBU-External. В декабре 2007 года завоевал титул интерконтинентального чемпиона мира по версии WBA.
10 апреля 2009 года в Донецке, Вячеслав Сенченко победил по очкам соотечественника Юрий Нужненко, и стал новым чемпионом мира по версии WBA.

### Бой с Полом Малиньяджи
29 апреля 2012 года Сенченко в четвёртой защите чемпионского титула встретился с американцем итальянского происхождения, Полом Малиньяджи. Практически весь бой прошёл в привычном для обоих боксёров «фехтовальном» русле — а именно, перестрелке прямыми ударами с дальней дистанции, где с самого начала бросилось в глаза превосходство американского боксера в рефлексах и скорости как перемещений. В третьем раунде Малиньяджи рассёк Сенченко левую бровь. В седьмом и восьмом раундах украинцу ещё удавалось оказывать сопернику достойное сопротивление, но он видел всё хуже, и Малиньяджи все легче доносил до цели свои удары, метя в левый глаз. Наконец, к девятому раунду гематома на лице Вячеслава приняла просто ужасающий вид, и поврежденный глаз украинского боксера закрылся полностью. Малиньяджи принялся бить практически на выбор, и терпению рефери — знаменитого Стива Смогера — пришёл конец: после того, как Сенченко пропустил очередную порцию ударов, часть из которых пришлась в область левого глаза, бой был остановлен. Сенченко потерпел первое поражение в профессиональной карьере и утратил чемпионский пояс.

### Бой с Рикки Хаттоном
24 ноября 2012 года, Сенченко отправился в Великобританию для встречи с местным фаворитом, который вновь решил вернуться на ринг, звёздным боксёром Рикки Хаттоном. Хаттон выигрывал поединок по очкам в зрелищном противостоянии, но в 9-м раунде при очередном сближении, Сенченко нокаутировал Хаттона ударом по печени. Украинец победил, тем самым окончательно отправив Хаттона на пенсию.
24 августа 2013 в Донецке победил аргентинца Карлоса Адана Хереса техническим нокаутом в 4-м раунде.

### Поединки в 2014-2015 гг. и завершение карьеры
В период 2014-2015 гг. Сенченко проводил бои в родной стране и, подгоняемый поддержкой местной публики, все поединки красиво выиграл. Сначала он нокаутировал в январе 2014 года своего земляка Виталия Чаркина во втором раунде, далее - в ноябре того же года победил венгра Ласло Тота, а в июле 2015 года досрочно победил в 5 раунде эстонца Сергея Мелиса.

## Таблица боёв
В таблице перечислены результаты всех поединков боксёров.
В каждой строке указан результат поединка. Дополнительно номер поединка обозначен цветом, который обозначает итог поединка. Расшифровка обозначений и цветов представлена в нижеследующей таблице.
| Пример | Расшифровка                     |
| ------ | ------------------------------- |
|        | Победа                          |
|        | Ничья                           |
|        | Поражение                       |
|        | Планируемый поединок            |
|        | Поединок признан несостоявшимся |
| КО     | Нокаут                          |
| ТКО    | Технический нокаут              |
| PTS    | Решение судей (по очкам)        |
| UD     | Единогласное решение судей      |
| MD     | Решение большинства судей       |
| SD     | Раздельное решение судей        |
| RTD    | Отказ от продолжения боя        |
| DQ     | Дисквалификация                 |
| NC     | Поединок признан несостоявшимся |

| Бой | Рекорд | Дата            | Соперник                        | Место боя                                        | Результат        | Комментарии |
| --- | ------ | --------------- | ------------------------------- | ------------------------------------------------ | ---------------- | --- |
| 39  | 37-2   | 17 июля 2015    | Сергей Мелис (25-18)            | AKKO International, Киев, Украина                | KO 5 (8), 2:11   | |
| 38  | 36-2   | 22 ноября 2014  | Ласло Тот (19-0-1)              | Ледовый дворец «Терминал», Бровары, Украина      | UD 8             | Счет судей: 78-74, 78-71, 80-73. |
| 37  | 35-2   | 24 января 2014  | Виталий Чаркин (0-11)           | Дворец спорта «Дружба», Донецк, Украина          | TKO 2 (8), 2:48  | |
| 36  | 34-2   | 26 октября 2013 | Келл Брук (30-0)                | Sheffield Arena, Шеффилд, Англия                 | TKO 4 (12), 2:57 | Отборочный бой IBF. Сенченко в нокдаунах в 3 и 4 раундах.                                                                                             |
| 35  | 34-1   | 24 августа 2013 | Карлос Адан Херес (37-15-3)     | Донбасс Арена, Донецк, Украина                   | TKO 4 (10), 2:50 | Херес в нокдауне в 4 раунде. |
| 34  | 33-1   | 24 ноября 2012  | Рикки Хаттон (45-2)             | Манчестер Арена Манчестер, Англия                | KO 9 (10), 2:52  | Хаттон объявил о завершении карьеры после этого боя.                                                                                                  |
| 33  | 32-1   | 29 апреля 2012  | Пол Малиньяджи (30-4)           | Донбасс Арена, Донецк, Украина                   | TKO 9 (12), 1:10 | Потерял титул чемпиона мира WBA в полусреднем весе. Остановка из-за рассечения у Сенченко.                                                            |
| 32  | 32-0   | 26 августа 2011 | Марко Антонио Авендано (30-7-1) | Донбасс Арена, Донецк, Украина                   | TKO 6 (12), 2:38 | Защитил титул чемпиона мира WBA в полусреднем весе. Авендано в нокдауне в 6 раунде.                                                                   |
| 31  | 31-0   | 30 августа 2010 | Чарли Наварро (18-3)            | Площадь Ленина Донецк, Украина                   | UD 12            | Защитил титул чемпиона мира WBA в полусреднем весе. Счет судей: 116-113, 115-113, 115-113.                                                            |
| 30  | 30-0   | 30 октября 2009 | Мотоки Сасаки (32-7-1)          | Дворец спорта «Дружба», Донецк, Украина          | UD 12            | Счет судей: 119-107, 119-107, 119-107. Защитил титул чемпиона мира WBA в полусреднем весе.                                                            |
| 29  | 29-0   | 10 апреля 2009  | Юрий Нужненко (28-0-1)          | Дворец спорта «Дружба», Донецк, Украина          | UD 12            | Завоевал титул чемпиона мира по версии WBA в полусреднем весе (первый титул чемпиона мира в карьере Сенченко). Счет судей: 116-112, 116-112, 118-110. |
| 28  | 28-0   | 29 ноября 2008  | Адонисио Франциско Режес (7-2)  | Дворец спорта «Дружба», Донецк, Украина          | TKO 4 (12), 1:57 | Бой за титул чемпиона по версии WBA Inter-Continental (3 защита Сенченко) в полусреднем весе.                                                         |
| 27  | 27-0   | 8 июля 2008     | Фредерик Клозе (41-6)           | Дворец спорта «Дружба», Донецк, Украина          | UD 12            | Бой за титул чемпиона по версии WBA Inter-Continental (2 защита Сенченко) в полусреднем весе. Счет судей: 115-113 (трижды).                           |
| 26  | 26-0   | 25 марта 2008   | Стюарт Элвелл (11-1)            | Дворец спорта «Дружба», Донецк, Украина          | TKO 2 (12)       | Бой за титул чемпиона по версии WBA Inter-Continental (1 защита Сенченко) в полусреднем весе.                                                         |
| 25  | 25-0   | 15 декабря 2007 | Виктор Сидоренко (14-2)         | Дворец спорта «Дружба», Донецк, Украина          | TKO 3 (12)       | Бой за титул чемпиона по версии WBA Inter-Continental и титул чемпиона Европы по версии EBU External в полусреднем весе.                              |
| 24  | 24-0   | 19 октября 2007 | Сафо Бобораджабов (0-1)         | Спортивный колледж им. С. Бубки, Донецк, Украина | TKO 5 (8)        | |
| 23  | 23-0   | 21 августа 2007 | Зоран Диданович (9-12)          | Площадь Ленина Донецк, Украина                   | KO 1 (12)        | Бой за титул чемпиона Европы по версии EBU External в полусреднем весе.                                                                               |
| 22  | 22-0   | 9 марта 2007    | Андрей Ескин (15-4)             | Цирк «Космос» Донецк, Украина                    | UD 12            | Бой за титул чемпиона Европы по версии EBU External в полусреднем весе. Счет судей: 118-110, 120-108 (дважды).                                        |
| 21  | 21-0   | 17 апреля 2007  | Владимир Ходаковский (15-13-2)  | Дворец спорта «Дружба», Донецк, Украина          | KO 6 (12)        | Бой за титул чемпиона Европы по версии EBU External в полусреднем весе.                                                                               |
| 20  | 20-0   | 23 декабря 2006 | Георгий Унгиадзе (11-1)         | Дворец спорта «Дружба», Донецк, Украина          | UD 12            | Бой за титул чемпиона Европы по версии EBU External в полусреднем весе. Счет судей: 118-109, 119-109 (дважды).                                        |
| Бой | Рекорд | Дата            | Соперник                        | Место боя                                        | Результат        | Комментарии |